# Świerczyńscy herbu Ostoja

Herb Ostoja, wersja średniowieczna.

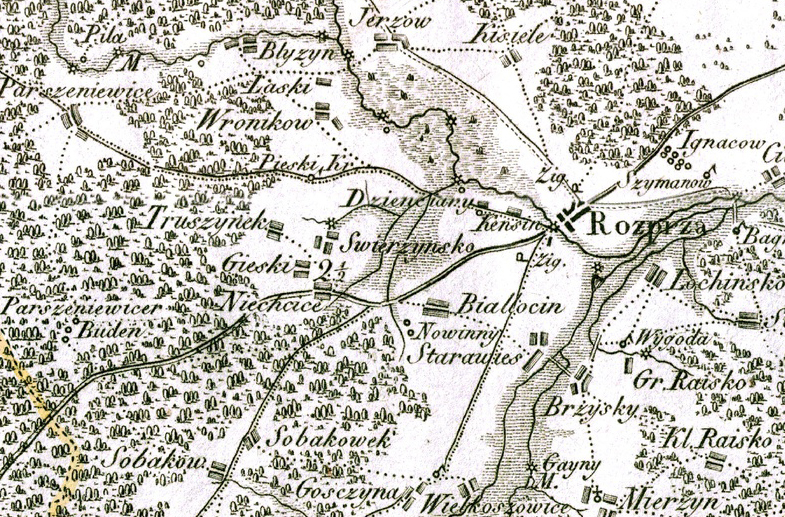
Świerczyńsko, Gieski i Truszczanek na mapie Davida Gilly z lat 1802–1803.

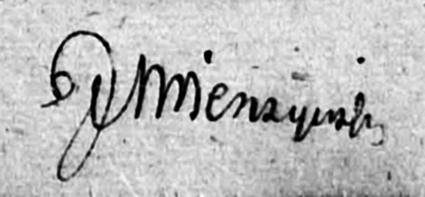
Autograf Józefa Gabriela Świerczyńskiego z 1840 roku.

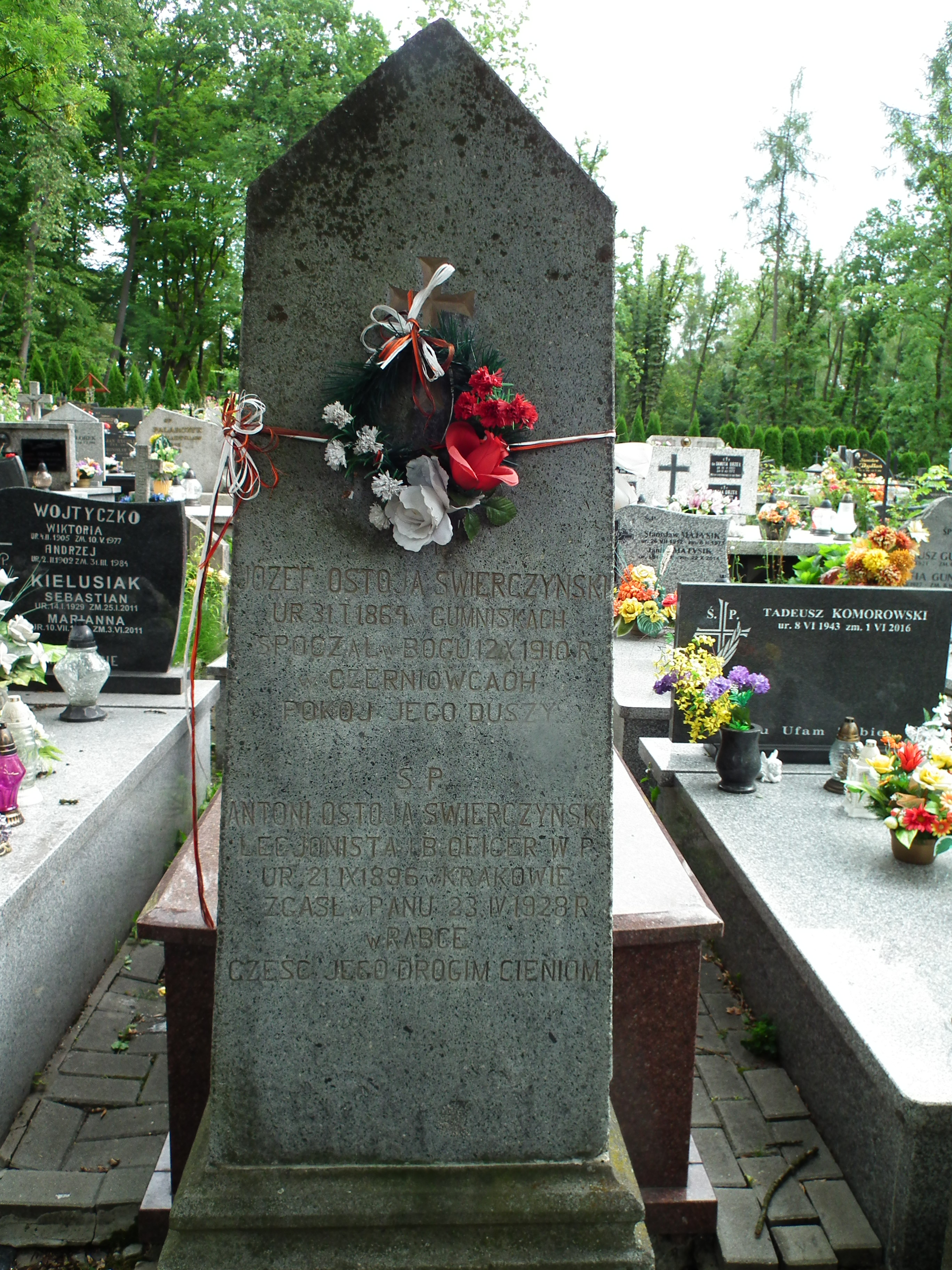
Nagrobek Józefa Świerczyńskiego oraz Antoniego Świerczyńskiego, legionisty i oficera WP.

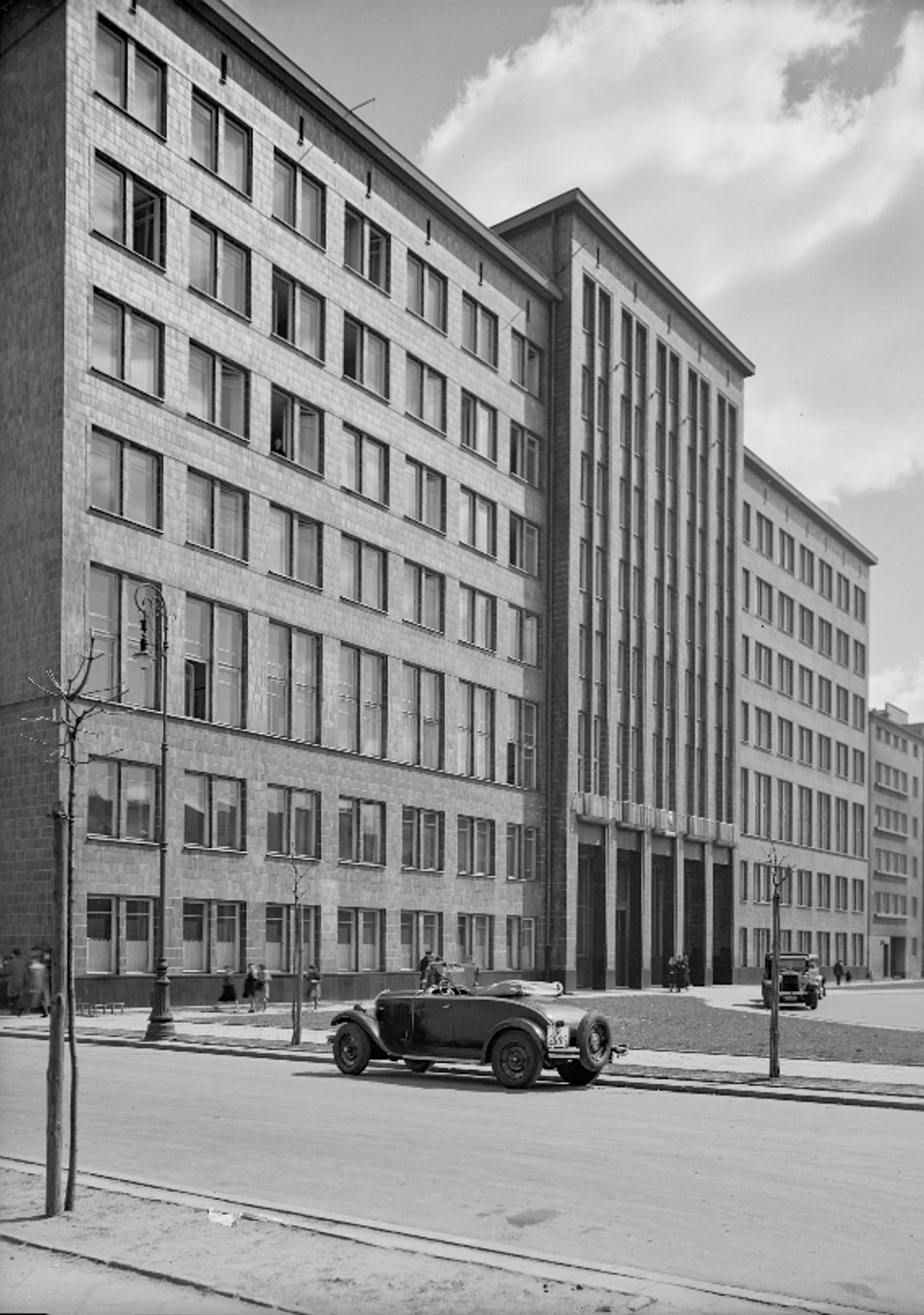
Gmach Ministerstwa Komunikacji zaprojektowany przez Rudolfa Świerczyńskiego.

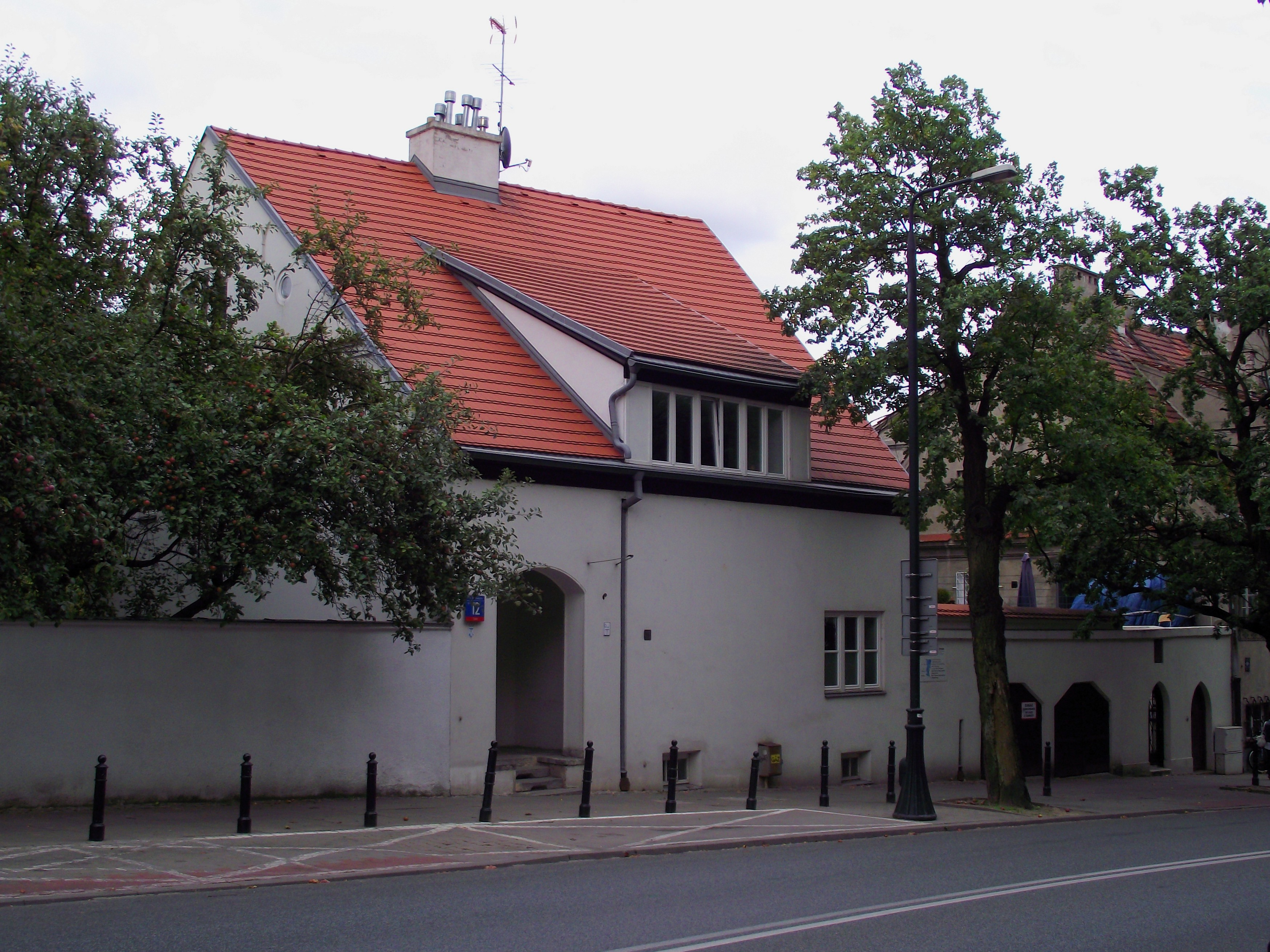
Willa Rudolfa Świerczyńskiego przy ul. Myśliwieckiej 12 w Warszawie.

Świerczyńscy – polski ród szlachecki pieczętujący się herbem Ostoja, należący do heraldycznego rodu Ostojów (Mościców), wywodzący się ze Świerczyńska koło Rozprzy w dawnym powiecie piotrkowskim województwa sieradzkiego.

## Najstarsze świadectwaźródłowedotyczące rodu
Poniżej wymienione są wybrane świadectwa źródłowe dotyczące Świerczyńskich herbu Ostoja oraz ich wsi gniazdowej.
- Najstarsza wzmianka dotycząca wsi Świerczyńsko (de Swirczynsko) pochodzi z 1398 roku[6].

- Najstarsza wzmianka dotycząca Świerczyńskich pieczętujących się herbem Ostoja pochodzi z 1402 roku, z dokumentu, w którym Andrzej, syn Stanisława ze Świerczyńska dowiódł przed Maciejem, kasztelanem rozpierskim, w Rozprzy, że jego herbem rodowym jest Ostoja. W tym dokumencie wymieniono Krzywosąda z Bilanowic (dziś Blanowice) jako tego, który naganił w szlachectwie Andrzeja Świerczyńskiego[7].

- W XV wieku obok Świerczyńskich herbu Ostoja dziedziczyli działy w Świerczyńsku także rycerze innych rodów. W źródłach wzmiankowani są: Marek ze Świerczyńska herbu Moszczenica, Paweł ze Świerczyńska herbu Prus i Marcin ze Świerczyńska herbu Wyskota. W roku 1403 wzmiankowany jest także Mikołaj ze Świerczyńska, a w 1411 roku Klemens ze Świerczyńska[5].

- W połowie XV wieku występuje w źródłach Stanisław ze Świerczyńska zwany Świnia. W roku 1460 ożenił się z Jadwigą z Widawy, wdową po Mikołaju Dundzie z Białej. W roku 1466 wziął w zastaw karczmę w Białej od Jana Wierusza Bielskiego[8].

- W początkach XVI wieku Świerczyńsko w źródłach występuje jako Świerczyńsko Wielkie i Małe. W roku 1550 Marcin Świerczyński zastawił za 60 grzywien swoje dobra w Świerczyńsku u Piotra z Chotowa, koło Wielunia[9]. W roku 1552 w księgach poborowych województwa sieradzkiego wymienieni są trzej bracia dziedziczący w Świerczyńsku Małym. Są to: Wojciech (Albertus), Marcin i Jan Świniowie[10]. Sygnatariuszem uchwały sejmiku sieradzkiego z roku 1575 był Sebastian Świerczyński[11].

## Majątki ziemskie należące do rodu
Poniżej wymienione są ważniejsze dobra ziemskie należące do Świerczyńskich herbu Ostoja.
Świerczyńsko, Świerczyńsko Mniejsze, Gieski, Truszczanek, Chwalibogowo, Chwalibogówko, Wiszczelice, Błenna, Dziewczopólko, Rudnik, Zakrzew.

## Przedstawiciele rodu
- Adam Świerczyński (zm. po 1650) – dziedzic dóbr w Świerczyńsku Mniejszym, Gieskach i Truszczanku. Sprzedał swoje części w tych wsiach w roku 1650. Jego potomkowie, w XIX wieku, legitymowali się ze szlachectwa przed Heroldią Królestwa Polskiego jako szlachta herbu Ostoja[4].

- Marcin Świerczyński (zm. po 1673) – dziedzic części dóbr w Świerczyńsku Mniejszym. Wymieniony został w rejestrach pogłównego generalnego województwa sieradzkiego w roku 1673[15].

- Antoni Świerczyński (Świrczyński) (1670–1727) – ksiądz katolicki, jezuita, profesor etyki i matematyki w Lublinie, filozofii w Poznaniu i Kaliszu, teologii w Krakowie i we Lwowie, prefekt studiów w Krakowie i Sandomierzu, rektor kolegium jezuitów w Bydgoszczy oraz rektor i mistrz nowicjatu w Krakowie, autor książek[16]. Jego rodzicami byli – Stanisław Antoni Świerczyński i Katarzyna z Przeborowskich[17], dziedzice Chwalibogowa i Chwalibogówka koło Wrześni[12].

- Walenty Świerczyński (ur. 1766) – dziedzic Zakrzewa, zastawny posiadacz majątku Kotfin koło Radomska. Był synem Stanisława i Agaty Kaczorowskiej. Ożenił się w 1809 roku z Wiktorią Lenczowską[18]. Wylegitymowany ze szlachectwa (z herbem Ostoja) w roku 1848[4].

- Antoni Świerczyński (zm. po 1774) – łowczy latyczowski (miał sprawować ten urząd w 1774 roku)[19].

- Franciszek Świerczyński (zm. po 1779) – dziedzic dóbr Wiszczelice i Błenna. Jego syn Wojciech Rafał (ur. 1779), ożeniony z Justyną Ubysz, dziedziczył majątek Dziewczopólko koło Przedecza[4].

- Wincenty Świerczyński (zm. 1808) – kapitan 3 pułku piechoty wojsk Księstwa Warszawskiego[20]. Według Stupnickiego poległ podczas oblężenia Saragossy w 1808 roku[21].

- Józef Gabriel Świerczyński (1800–1858) – sędzia prezydujący w Sądzie Policji Poprawczej w Kaliszu, prokurator Sądu Kryminalnego w Lublinie, profesor w gimnazjum gubernialnym w Piotrkowie (wykładał prawo)[22], radca kolegialny, członek Deputacji Szlacheckiej[23]. Był synem Franciszka Świerczyńskiego, posesora klucza krzykowskiego ekonomii koronnej wolborskiej i Antoniny z Kamińskich. Ożenił się z Emilią Bayer (Amelią Bajer)[4].

- Antoni Jan Świerczyński (ur. ok. 1804) – sekretarz Głównego Urzędu Pocztowego Nadwornego w Warszawie[24]. Był synem Jana i Magdaleny Świerczyńskich, prawnukiem (po mieczu) Wojciecha i Felicjany ze Świeżawskich[4]. Ożenił się z Anielą Kuśmierską. Jego ojciec Jan Świerczyński był archiwistą Trybunału Cywilnego Województwa Kaliskiego[25].

- Romuald Józef Julian Świerczyński (1837–1906) – sędzia śledczy, radca stanu, rejent hipoteczny m. Warszawy. Był synem Józefa Gabriela i Emilii Bayer. Ożenił się z Albertyną Bóbr. Zachował się pomnik nagrobny jego rodziny na Starych Powązkach w Warszawie[26].

- Aleksandra Świerczyńska (1842–1898) – założycielka i przełożona pierwszej w Lublinie, prywatnej, wyższej pensji żeńskiej, jednej z pierwszych na ziemiach polskich. Była córką Józefa Gabriela i Emilii Bayer.

- Piotr Paweł Świerczyński (ur. 1860) – asystent dyrektora „Cukrowni Ciechanów”. Jego małżonką była Aniela Maria hr. Łubieńska herbu Pomian, córka Piotra i Florentyny z Grzegorzewskich[27][28].

- Rudolf Świerczyński (1887–1943) – polski architekt, współtwórca Wydziału Architektury Politechniki Warszawskiej, którego był profesorem, a w latach 1931–1934 dziekanem[29]. Był synem Teodora, właściciela majątku Rudnik (obecnie Piaski Rudnickie) i Heleny z Myszkiewiczów[14]. Zachował się pomnik nagrobny jego rodziny na Starych Powązkach w Warszawie[30].

Synowie Józefa Makarego Wawrzyńca (1861–1913) i Heleny Anny z Plichtów (1870–1934):
- Józef (1893–1940), pułkownik dyplomowany kawalerii Wojska Polskiego, zamordowany w Charkowie,
- Wincenty (1894–1940), kapitan administracji (artylerii) Wojska Polskiego, zamordowany w Charkowie,
- Jan (1897–1969), generał brygady Wojska Polskiego,
- Tadeusz (1904–1978), porucznik kawalerii Wojska Polskiego[31].